# Julien Darui
Julien Darui (Oberkorn, 1916. február 16. – Dijon, 1987. december 13.) luxemburgi születésű, francia válogatott labdarúgókapus.